# 阿旺 (加利福尼亞州康特拉科斯塔縣)
阿旺（英語：Avon）是位於美國加利福尼亞州康特拉科斯塔縣的一個非建制地區。該地的面積和人口皆未知。

## 地理
阿旺的座標為38°01′58″N 122°04′31″W / 38.03278°N 122.07528°W，而該地的平均海拔高度為3米（即10英尺）。